# 奎帖尼
奎帖尼，蒙古帝国人物。大蒙古国合罕蒙哥的妾（妃子）。
《史集》以奎帖尼出自额勒只斤部，生下儿子阿速台。阿速台在蒙哥死后，曾经支持七叔阿里不哥，反对四叔忽必烈。阿速台四个儿子：完者、忽剌出、罕秃、完者不花。《元史》等中国史料没有奎帖尼的记录。